# St. Johannis (Süpplingenburg)

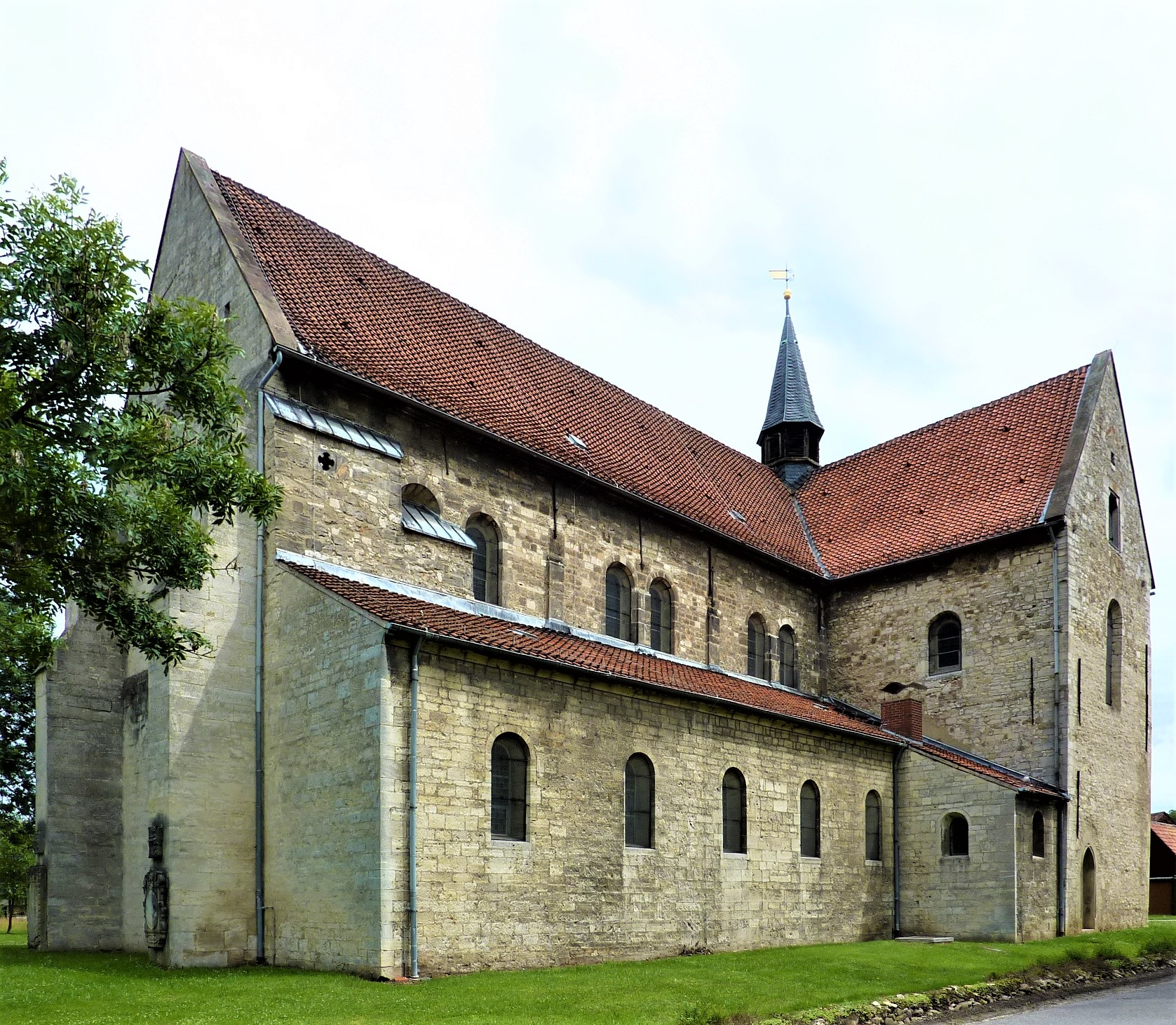
Süpplingenburg, St. Johannis

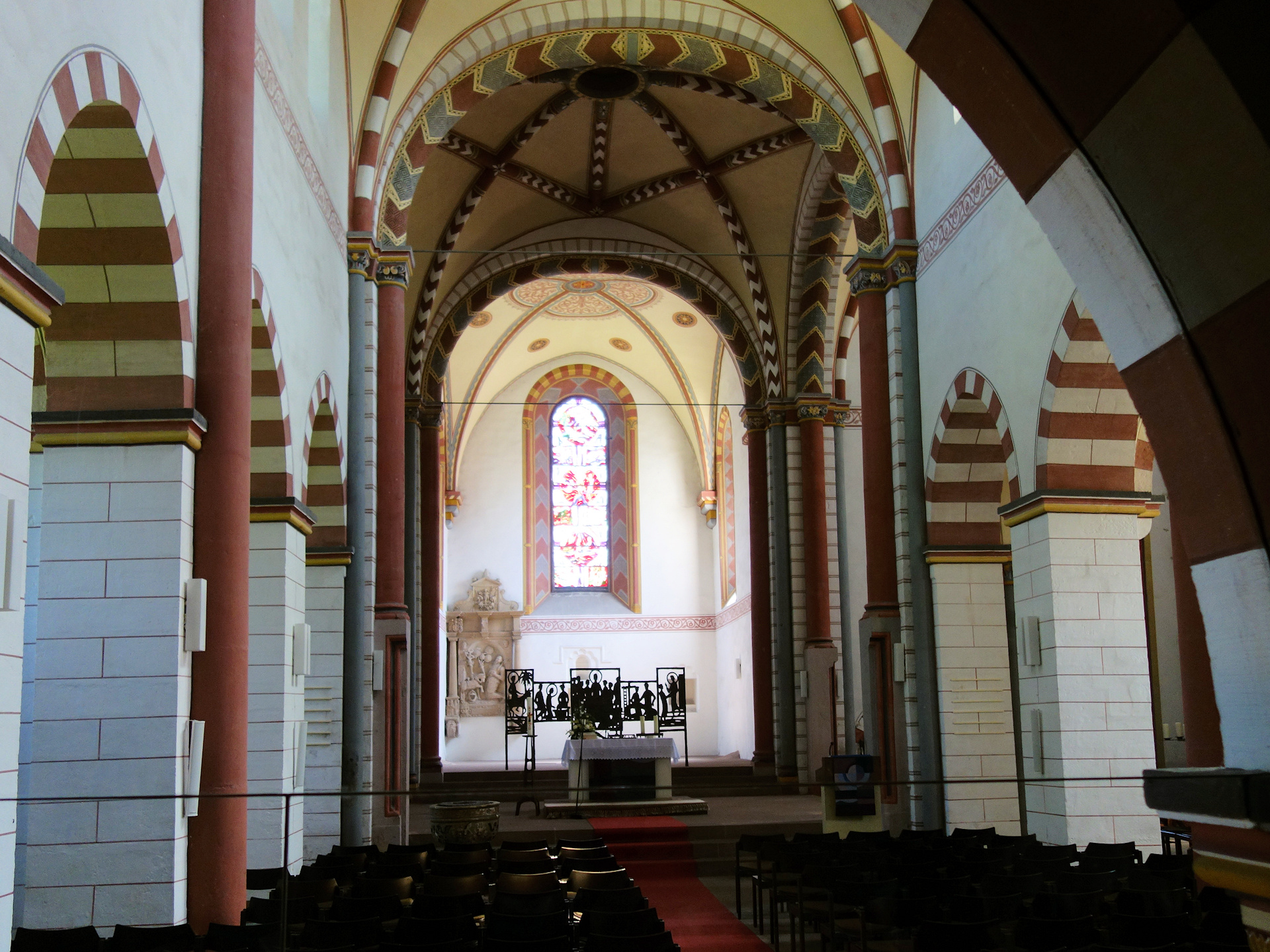
Innenansicht

Die evangelisch-lutherische denkmalgeschützte Kirche St. Johannis steht in Süpplingenburg, einer Gemeinde im Landkreis Helmstedt in Niedersachsen. Die Kirche gehört zur Kirchengemeinde Süpplingen in der Propstei Königslutter der Evangelisch-lutherischen Landeskirche in Braunschweig.

## Geschichte
Die Burg Süpplingenburg war im 11. Jahrhundert im Besitz des Grafen Gebhard von Haldensleben. Sein Sohn Lothar III. legte 1130 den Grundstein der Stiftskirche St. Johannis, die 1140 vollendet wurde. Von der ursprünglich flachgedeckten Stiftskirche blieben die Ostteile erhalten. Die ehemalige Stiftskirche besaß im 12. Jahrhundert ein repräsentatives Westwerk, das sie als herrschaftliches Bauwerk auswies. Es wurde bereits im Mittelalter wieder abgebrochen. Bei archäologischen Untersuchungen durch Konrad Hecht in den Jahren 1966–1968 im näheren Umfeld der Kirche wurden die Fundamente des einstigen Westwerks freigelegt. 2003 entstand das evangelische Ordenshaus St. Johannes zu Süpplingenburg, das 2008 zur Komturei erhoben wurde. Die Komturei wurde 2009 in den Dachverband aufgenommen.

## Beschreibung
Die im gebundenen System kreuzförmig gewölbte Basilika hat ein Langhaus mit drei Jochen, ein Querschiff mit Apsiden und einen längsrechteckigen Chor. Im Chor wurde Ende des 12. Jahrhunderts ein Kreuzgratgewölbe über Konsolen eingezogen, dafür wurden die Umfassungsmauern erhöht, wie an den Langseiten erkennbar ist. Der Chor ist durch einen Lettner vom Langhaus getrennt. Im Langhaus wurde ein Stützenwechsel aus Pfeilern und Säulen eingerichtet. Gegen Mitte des 13. Jahrhunderts erhielt der Außenbau des Langhauses seine heutige Gestalt. In den Obergaden sind die Bogenfenster paarweise angeordnet. Über der Vierung erhebt sich ein Dachreiter, in dem die Kirchenglocke hängt. Der Innenraum wurde im zweiten Viertel des 13. Jahrhunderts umgebaut. Die Seitenschiffe sind durch Arkaden vom Mittelschiff getrennt. 1878 bis 1883 wurde die Kirche von Adolf Quensen ausgemalt. Bei dieser Restaurierung wurde das nördliche Seitenschiff abgetragen, mit einem neuen Fundament versehen und in vorheriger Gestalt wieder aufgebaut. 1884 wurde die Sakristei im Winkel zwischen Querschiff und südlichem Seitenschiff angebaut.
Das Fenster im Osten, die Chorschranke, das Altarkreuz und das Taufbecken hat Claus Wallner geschaffen. 1840 wurde die erste Orgel gebaut. 1893 wurde eine Orgel mit zwölf Registern und zwei Manualen von Furtwängler & Hammer auf der Empore aufgestellt. Zur Kirchenrenovierung wurde sie ausgebaut. Da sie unsachgemäß gelagert wurde, wurde sie unbespielbar. Sie wurde daher durch eine elektronische Orgel ersetzt. Unter einer Empore wurde nachträglich eine Winterkirche eingebaut.